# Церковь «Благая Весть» (Владивосток)
«Благая Весть» — церковь евангельских христиан-баптистов во Владивостоке. «Благая Весть» входит в Объединение церквей ЕХБ Приморского края, являющееся региональным подразделением РС ЕХБ.

## История

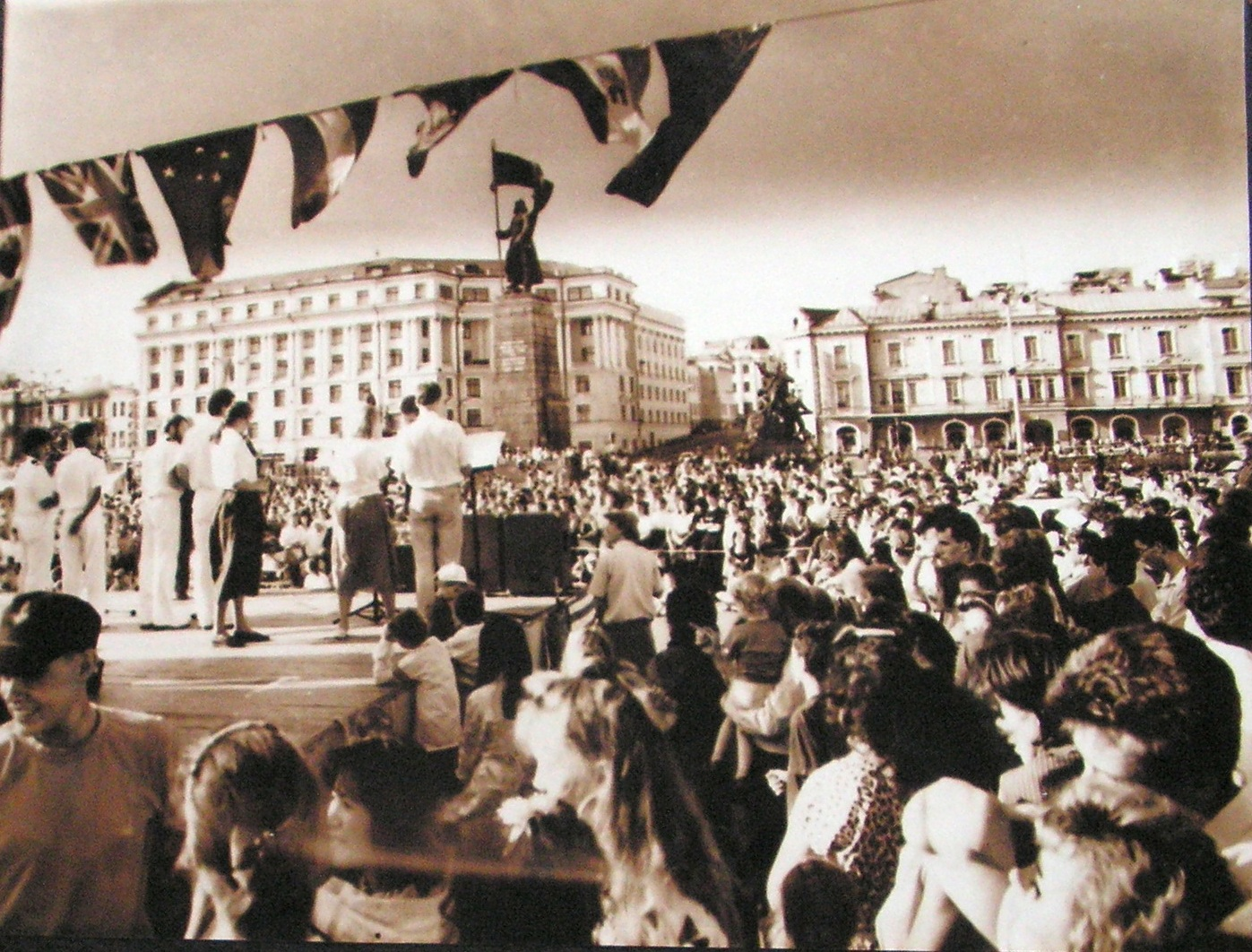
Христианский фестиваль на центральной площади Владивостока, организованный международным экипажем миссионерского судна «Доулос» и местными верующими, 1992 год

Церковь «Благая Весть» возникла в 1991 году, на волне повышенного интереса общества к религии в результате падения советской власти и окончания государственной антирелигиозной борьбы. В ноябре 1990 года во Владивостоке открылись курсы по изучению Библии. На курсах преподавали евангельские христиане-баптисты, объединившиеся в миссию «Добрый самарянин». Одновременно эта миссия открыла библейские курсы в Хабаровске. Люди узнавали о курсах из газетных объявлений или через знакомых.
Часть студентов, обучавшихся на курсах, выразила желание принять крещение. Они выехали в Хабаровск, где вместе с хабаровскими слушателями курсов крестились. Крещение состоялось 7 июля 1991 года на Красной Речке (приток Уссури). Так возникли две церкви, которые позднее стали именоваться Вторая хабаровская церковь ЕХБ и Церковь ЕХБ Владивостока «Благая Весть». Пресвитерами церквей стали Федор Михайлович Костенков (Хабаровск) и Александр Васильевич Дроздов (Владивосток), которые вели обучение на курсах, а затем преподали крещение.

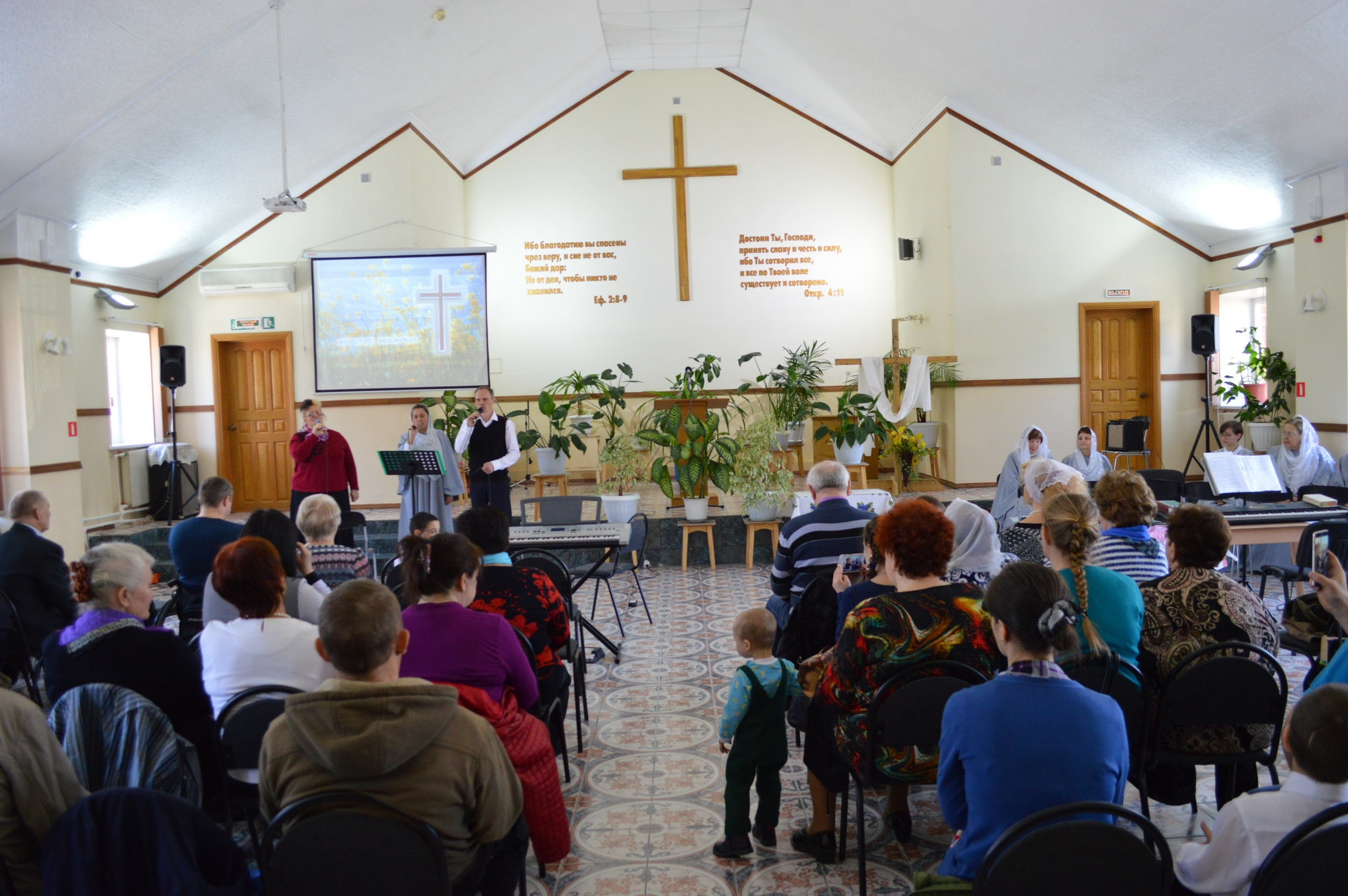
Богослужение в церкви ЕХБ «Благая Весть» г. Владивостока.

В 1992 году «Благая весть» участвовала в организации уличной евангелизации, проведенной во Владивостоке после прибытия христианского миссионерского судна «Доулос» с международным экипажем верующих-волонтеров.
В 1993 году церковь, собиравшаяся в арендуемых помещениях, решила построить свой дом молитвы. После нескольких неудачных попыток членам церкви удалось получить разрешение построить молитвенный дом на пустыре в спальном районе города. Строительство длилось 7 лет, а отделочные работы были закончены только к 2005 году.

## Современность
Пресвитером церкви с 2004 года служит Александр Викторович Исаков.
Церковь участвует в ряде миссионерских и благотворительных проектов, в том числе является одним из основных финансовых доноров Реабилитационного центра «Возрождение» для наркоманов, алкоголиков или людей, оказавшихся в тяжелой жизненной ситуации, расположенном в Уссурийске.
В 2009 году церковь дважды подвергалась ночным нападениям, сопровождавшимся забрасыванием окон бутылками с зажигательной смесью. В 2011 году полиция установила нападавших — ими оказались двое студентов одного из владивостокских вузов. Нападавшие были судимы.
Традиционно съезды Приморского объединения церквей ЕХБ проводятся в молитвенном доме «Благой Вести».